# Igrzyska Małych Państw Europy 2009
13. Igrzyska Małych Państw Europy – zawody sportowe, które odbyły się od 1 do 6 czerwca 2009 na Cyprze. W igrzyskach wystartowało ok. 1500 sportowców z 8 krajów, którzy rywalizowali w 12 konkurencjach. Głównym sponsorem igrzysk był koncern Coca-Cola. Uroczystego otwarcia zawodów dokonał prezydent Cypru Dimitris Christofias. 

## Kalendarz
|                     | Data  | Data  | Data  | Data  | Data  | Data  | Data |
| Sport               | 01.06 | 02.06 | 03.06 | 04.06 | 05.06 | 06.06 |      |
| ------------------- | ----- | ----- | ----- | ----- | ----- | ----- | ---- |
| Otwarcie/Zamknięcie | ●     |       |       |       |       | ●     |      |
| Lekkoatletyka       |       | ●     |       | ●     |       | ●     |      |
| Gimnastyka          |       | ●     | ●     |       | ●     | ●     |      |
| Judo                |       | ●     | ●     |       | ●     |       |      |
| Rowery górskie      |       |       |       | ●     |       |       |      |
| Pływanie            |       | ●     | ●     | ●     | ●     |       |      |
| Koszykówka          |       | ●     | ●     | ●     | ●     | ●     |      |
| Siatkówka           |       | ●     | ●     | ●     | ●     | ●     |      |
| Siatkówka plażowa   |       | ●     | ●     | ●     | ●     |       |      |
| Tenis ziemny        |       | ●     | ●     | ●     | ●     | ●     |      |
| Tenis stołowy       |       | ●     | ●     | ●     | ●     | ●     |      |
| Strzelectwo         |       | ●     | ●     | ●     | ●     |       |      |
| Żeglarstwo          |       | ●     | ●     | ●     | ●     |       |      |

## Klasyfikacja medalowa
| Klasyfikacja medalowa | Klasyfikacja medalowa | Klasyfikacja medalowa | Klasyfikacja medalowa | Klasyfikacja medalowa | Klasyfikacja medalowa |
| --------------------- | --------------------- | --------------------- | --------------------- | --------------------- | --------------------- |
| Pozycja               | Kraj                  | Złoto                 | Srebro                | Brąz                  | Suma                  |
| 1                     | Cypr                  | 59                    | 47                    | 33                    | 139                   |
| 2                     | Islandia              | 32                    | 24                    | 25                    | 81                    |
| 3                     | Luksemburg            | 26                    | 17                    | 19                    | 62                    |
| 4                     | Monako                | 7                     | 18                    | 17                    | 42                    |
| 5                     | San Marino            | 4                     | 9                     | 16                    | 29                    |
| 6                     | Malta                 | 3                     | 5                     | 13                    | 21                    |
| 7                     | Liechtenstein         | 2                     | 4                     | 12                    | 18                    |
| 8                     | Andora                | 1                     | 7                     | 9                     | 17                    |